# 動物傳心
動物傳心是一種自稱能夠與動物（無論是活著或死亡）進行心靈交流的人類或動物溝通師。「傳心」一詞是指宣稱通過所謂的超感官知覺來獲得普通感官無法獲得的資訊的能力，並與動物直接以心靈對話。科學懷疑論者認為，人們相信這種能力是由於認知偏見、心理作用以及從業者使用各種技巧，包括造假、故意欺騙所導致的。

## 聲明
動物溝通師在進行動物「讀取」時經常依賴不同的技術。這些傳心師自能夠與動物溝通，並與動物的靈魂相連。一些人聲稱透過與他們的辐射能交流，類似於灵气疗法和/或觸摸治療來進行讀取。其他人聲稱，動物不需要活著或與靈媒在身體上相近，因為有時會進行電話讀取。
在20世紀初，研究與啟示協會開始研究人類的超常現象和靈媒能力。最早的動物溝通者聲稱他們可以與生或死的動物進行心靈感應溝通。

## 科學分析
懷疑論調查員喬·尼克爾在2002年於《懷疑者探詢》雜誌中報導了這個主題。他報導稱：冷讀法可以解釋為什麼如此多的動物溝通師看似能夠與動物溝通。寵物靈媒如蓋瑞·利（Gerri Leigh）和動物星球頻道的索尼婭·菲茨帕特里克也曾在自己的節目中，在觀眾面前與寵物和主人進行溝通。但結論和宣言仍需要由寵物主人「驗證」，而不是寵物本身。
語言學教授凱倫·斯托爾茲諾（Karen Stollznow）曾用名為傑德的貓測試了一位動物溝通師。然而動物溝通師「在讀取傑德的年齡、出生地、背景、行為、健康狀況，和傑德真正的健康狀況方面完全不準確。」，動物溝通師還無法辨認出傑德不是斯托爾茲諾的貓。斯托爾茲諾得出結論稱：「語言是人類物種特有的。我們不可能，也不會『知道』動物們在想什麼。」
懷疑者罗伯特·托德·卡罗尔將動物溝通師描述為庸醫。根據卡羅爾的說法，「動物江湖醫術之王必須是鲁珀特·谢尔德雷克，他自認為自己已經證明了一些寵物具有靈感。」
懷疑調查員本傑明·拉德福德於2012年寫過這個主題，他稱：
儘管成千上萬的人聲稱自己能與動物溝通，但沒有任何一個科學實驗能證明他們的能力。專業的動物溝通師經常出售書籍並教授有關他們能力的研討會，但卻沒有證明他們實際上能做到他們所聲稱的事情。
拉德福德還概述一個簡單的三步驟測試，可以證明這種能力的真實性，但他預測動物溝通師總是會在這樣的測試中失敗 他稱，「動物溝通師利用悲傷的寵物主人」的問題困擾著像沃利·賽夫博士（Wally Sife）這樣的群體。賽夫博士是寵物失落和悲傷協會的創始人，該協會是一個全國性的非營利組織，致力於為失去心愛動物的人們提供悲傷輔導。」
一些動物溝通師試圖以量子力學解釋動物傳心的隔空溝通，認為是基於量子力學的量子糾纏現象，但這個解釋也一樣受到專家和科學界的質疑。